# The Gentle Sex
The Gentle Sex è un cortometraggio muto del 1908 diretto da Gilbert M. Anderson.

## Produzione
Il film fu prodotto dalla Essanay Film Manufacturing Company.

## Distribuzione
Uscì nelle sale cinematografiche USA il 10 giugno 1908.